# 平岡房實
平岡房實（1513年—1572年），日本戰國時代的武將。河野氏家臣。通稱通房入道左近。受領名為大和守。子女有通資、通倚、直房，女兒嫁給大野利直及村上景親。浮穴郡荏原城城主。
平岡氏的出身不詳，是從15世紀後期，以浮穴郡為中心出現的勢力。

## 生平
在永正10年（1513年）出生。把女兒嫁予久萬大除城的大野利直（大野直昌、直之的父親）和村上景親，亦與出渕氏、津津喜谷氏建立姻戚關係等，不斷與周邊勢力強化關係。在以前，平岡氏的血脈亦嫁予村上義忠（村上武吉的父親）。
在成為河野氏的家臣時，河野氏正因為家臣團離反和大友氏等侵攻而衰退，房實為智勇兼備的武將，與村上通康一同在軍事、政治兩面活動。天文23年（1554年），在岩伽羅城城主和田通興發起反亂時，用計欺騙敵軍，以少數兵力攻陷岩伽羅城。在與宇都宮豐綱的戰鬥中，亦成為予州軍的中心。
在元龜3年（1572年）死去。

## 人物
- 被認為是智勇兼備的武將，亦對已經弱化的河野氏（日语：河野氏）盡忠。